# Darevskia sapphirina
Darevskia sapphirina — вид ящірок з роду Darevskia, ендемік Туреччини. Видовий епітет за saphire — синій дорогоцінний камінь, що стосується характерних синіх бічних плям у цього виду.

## Середовище проживання
Цей вид є ендеміком для східної Туреччини, де він відомий лише з околиць Ерджиса в межах Вілайєта Ван у східній Анатолії на висоті ≈ 2000 м над рівнем моря. Трапляється на кам'янистих відкритих схилах і високостепових місцях.

## Спосіб життя
Самиці зазвичай відкладають кладку від трьох до чотирьох яєць. Цей вид не переносить зміненого середовища проживання.

## Загрози й охорона
Здається, немає серйозних загроз для цього виду. Цей вид не зустрічається в жодних заповідних територіях.